# Roguleat, Gabrovo
Roguleat (în bulgară Рогулят) este un sat în comuna Sevlievo, regiunea Gabrovo,  Bulgaria. 

## Demografie
Componența etnică a satului Roguleat
     Bulgari (75%)
     Nicio identificare (25%)
     Altele (0%)
La recensământul din 2011, populația satului Roguleat era de 24 locuitori. Din punct de vedere etnic, majoritatea locuitorilor (75,0%) erau bulgari. Pentru 25,0% din locuitori nu este cunoscută apartenența etnică.